# Абаза Микола Савович
Мико́ла Са́вович Абаза́ (нар. 7 (19) серпня 1837 — пом. 21 вересня (4 жовтня) 1901) — російський державний діяч молдавського походження, керував організацією санітарної служби в російській армії.

## Життєпис
1859 закінчив медичний факультет Харківського університету. Від 1862 — доктор медицини.
1863–1867 перебував на військовій службі.
Від 1868 — тамбовський віце-губернатор,
1870–1873 — губернатор Херсонської губернії.
Від 1874 — рязанський віце-губернатор.
Від 1876 — головний уповноважений Російського Червоного Хреста.
1880–1881 — начальник Головного управління в справах преси, член Верховної розпорядчої комісії. Завдяки Абазі це був період відносної свободи — принаймні, для столичної преси.
Від 1880 — сенатор, від 1890 — член Державної ради Російської імперії.
Від 1891 — голова Комісії для обговорення питання про заходи щодо підтримки дворянського землеволодіння.

## Праці
- «Червоний Хрест у тилу діючої армії в 1877–1878 роках» (два томи, Санкт-Петербург, 1880–1882).